# Mizérable (album)
A Mizérable Gackt japán énekes első szólólemeze, mely 1999. május 12-én jelent meg a Nippon Crown kiadónál. A lemez 2. helyezett volt az Oricon heti slágerlistáján és 12 hétig szerepelt rajta. Az azonos című kislemez július 9-én jelent meg, legmagasabb helyezése a slágerlistán harmadik volt és összesen kilenc hétig volt a listán. A kislemezből összesen 116 771 darabot adtak el. Az albumon szereplő Story című dalt Szaikai: Story címmel kislemezként is kiadták, de újra-felvett változatban, ezért hivatalosan nem számít az albumhoz tartozó kislemeznek. Hetedik volt a slágerlistán.
Joshephine Yun szerint „a lemez megmutatja Gackt „tehetségét a hangszerelés terén, összeolvasztva a klasszikus elemeket a rock műfajával. [...] Stílusa a romantikusan klasszikustól a kísérletező és kibontakozó progresszív rockig terjed.”

## Számlista
Az összes dalszöveg szerzője Gackt C.; az összes szám szerzője Gackt C. (kivéve a 2. szám; Simada Johei itt társzeneszerző volt).
| #  | Cím              | Hossz |
| -- | ---------------- | ----- |
| 1. | Mizérable        | 4:55  |
| 2. | Story            | 5:38  |
| 3. | Leeca            | 5:37  |
| 4. | Lapis ~Prologue~ | 4:02  |